# Paolo Emilio Taviani
Pour les articles homonymes, voir Paolo Taviani (homonymie) et Taviani (homonymie).
Paolo Emilio Taviani (né le 6 novembre 1912 à Gênes - mort le 18 juin 2001 à Rome) est un universitaire (économiste et historien) et un homme politique italien de la seconde moitié du XXe siècle.

## Biographie
Paolo Emilio Taviani mène une carrière d'homme politique (député, sénateur, ministre de 1953 à 1974 à divers postes, dont l'Intérieur (1962-1968 et 1973-1974), le Trésor et les Finances, d'enseignant à l'université de Gênes (il y enseigne l'économie politique) et d'historien (la communauté internationale le reconnaît comme spécialiste de l'histoire de Christophe Colomb). Il a à ce titre été élu président de la Commission du cinquième centenaire de la découverte de l'Amérique, en Italie. En 1993, il a dirigé la revue Civitas.
De 1931 à 1934 il est président des Fuci, l'organisation des universitaires catholiques. Antifasciste, il a eu une participation importante à la Résistance en Italie. À la fin de la Deuxième Guerre mondiale Taviani a été un des fondateurs de la Démocratie chrétienne en Italie et, en 1949, il en a été le secrétaire général pour une brève période.
En 1948, il est élu député et entame sa carrière politique. Il est plusieurs fois ministre, surtout à l’Intérieur où il mène un combat acharné contre le terrorisme d’extrême gauche ainsi que celui d’extrême droite. En 1991, il est nommé sénateur à vie par le président de la République Francesco Cossiga, qui est pendant quelque temps l'un de ses proches.
Parallèlement à sa carrière politique Taviani occupe des fonctions importantes dans l'enseignement, à la faculté d'économie de l'université de Gênes.
C'est un des spécialistes italiens de l'histoire de Christophe Colomb. Il est un des rares biographes modernes de Colomb à avoir visité tous les lieux où l'Amiral de la Mer Océane est censé avoir séjourné.

## L'enseignant
Docteur en droit, en lettres et philosophie, et en sciences sociales. Professeur à l'université de Gênes, d'abord de démographie comme associé, puis d'histoire des doctrines économiques en tant qu'ordinaire.

## L'homme politique
Taviani a pris une part importante à la construction de l'Europe. Sa carrière gouvernementale commence en 1951, quand il est nommé sous-secrétaire aux Affaires étrangères dans le VIe gouvernement De Gasperi.
En 1953, il devient ministre du Commerce étranger et peu après, en novembre 1954, il devient ministre de la Défense jusqu’en 1957. À ce poste Taviani insiste sur l'importance de l'Union de l'Europe occidentale (UEO) pour la sécurité militaire du continent européen.
En mars 1957, commentant la signature à Rome des traités instituant la Communauté économique européenne et la Communauté européenne de l'énergie atomique, il dresse un bilan des efforts poursuivis sur la voie de l'intégration européenne en insistant notamment sur l'importance des relations transatlantiques et sur le rôle des chrétiens dans l'unification politique de l'Europe.
En 1959-60, il est ministre du Trésor. De 1962 à 1968, il est ministre à l’Intérieur. Sous le gouvernement Rumor, en 1968, Taviani devient ministre sans portefeuille, chargé du Midi et, en 1969 – sous le second gouvernement Rumor – il est vice-président du Conseil des ministres.
Pendant le 3e gouvernement Rumor, en 1970, il retrouve le ministère du Midi qu’il conserve pendant le gouvernement Colombo de la même année.
En 1972, il est ministre du Budget et de la Programmation économique et assure en même temps l'intérim du ministère du Midi. En 1973 et en 1974, il est à nouveau ministre de l’Intérieur, avant de terminer sa carrière gouvernementale. Adversaire farouche du terrorisme et notamment des Brigades rouges, il doit faire front à plusieurs attentats meurtriers et même à des kidnappings comme celui du substitut Mario Sossi à Gênes en 1974.
Président de la commission Affaires étrangères du Sénat de 1979 à 1987. Premier vice-président du Sénat de 1987 à 1994.
En 1991, il est nommé sénateur à vie.
À la fin de sa vie, Paolo Emilio Taviani, vice-président du Sénat de la République italienne, a remis ses archives personnelles à la Fondation Jean Monnet pour l'Europe. Cette documentation couvrant la période 1950-1958, illustre essentiellement la période de la négociation du « Plan Schuman » et sa mise en marche. Ces archives comportent une importante correspondance.

### Principaux postes occupés
- Secrétaire général de la Democrazia Cristiana, de juin 1949 à avril 1950.
- Ministre de la Défense, de 1953 à 1958.
- Ministre des Finances, de 1959 à 1960.
- Ministre du Trésor, de 1960 à 1962.
- Ministre de l'Intérieur, de février 1962 à juin 1963 - de décembre 1963 à juin 1968 - de juillet 1973 à novembre 1974.
- Vice-président du Conseil des ministres de 1969 à 1970.
- Sénateur à vie, à partir de 1991.

## L'historien
Taviani est un des experts modernes de l'histoire de Colomb. Il a laissé de nombreux ouvrages sur le sujet.
En 1931, alors qu'il était inscrit en première année à l'université de Gênes, il lit un article de Roberto Almagna dans l’Archivio Storico della Scienza (Rome, 1926, p. 391.). Dans cet article le géographe italien indique : « Peut-être le problème de la conception et de la préparation du voyage de Colomb mériterait-il d'être examiné à nouveau... »
Taviani va s'attacher au problème durant plus de quarante ans. Ce qui à l'origine était un sujet de distraction deviendra, au fil des ans, un des domaines d'expertise de Taviani.
Vers 1970, il commence à publier ses premiers ouvrages magistraux sur le sujet. Il participe à de nombreux échanges avec ses homologues espagnols et les chercheurs du monde entier. Taviani va visiter de nombreux lieux dans de nombreuses régions : en Ligurie, dans la région de Gênes ; en Provence ; en Corse ; en Sardaigne ; en Sicile ; à Chio ; à Tunis ; au Portugal à Lisbonne, Sagres, et Lagos ; à Londres et à Bristol ; en Espagne : à Palos de la Frontera, Moguer, Cordoue et Séville ; à Galway en Irlande ; en Islande : à Reykjavik, au Hvalfjörður, dans le Reyðarfjörður, à Akureyri ; à Madère : à Porto Santo ; aux Canaries ; aux iles du Cap-Vert ; aux Açores ; au Sénégal et à La Mina (Elmina) en Guinée.
Taviani a établi une liste de toutes les origines connues attribuées à Colomb. Il a eu l'audace de critiquer certaines de ces théories afin de les étudier à fond. De par ses fonctions universitaires et politiques il avait accès à toutes les archives historiques italiennes. Plusieurs de ses étudiants de l'université de Gênes se sont groupés autour de lui pour effectuer les recherches et les études. Il a abondamment commenté et documenté ses analyses.
À la lecture de ses travaux on constate que s'il existe des doutes réels dans l'origine génoise de Colomb, personne n'a jamais réussi ni à faire la preuve définitive du contraire, ni à prouver de manière incontestable une autre origine. Personne n'a jamais été en mesure de fournir des preuves authentiques indiscutables dans aucune des théories contradictoires connues.
Finalement on arrive à la conclusion que rien dans l'état des connaissances ne permet d'affirmer quoi que ce soit de définitif. L'origine de Christophe Colomb conserve la plus grande partie de son mystère.
Une inscription a été posée sur la maison attribuée à Colomb dans la ville de Gênes afin de rappeler le travail effectué par Taviani. Une plaque posée sur la maison après sa restauration indique : « In memoria di Paolo Emilio Taviani protagonista illustre della storia italiana e massimo esperto di Cristoforo Colombo ».

## Publications
Paolo Emilio Taviani a écrit un nombre très important d'ouvrages et d'articles principalement dans trois domaines : la politique, l'économie et l'histoire. Peu de ses ouvrages ont été traduits en français. Plus de 150 ouvrages sont référencés par la Bibliothèque Italienne mais la BNF ne mentionne que treize références dont une sur Colomb.

### Ouvrages de Taviani sur la Politique
- Prospettive sociali, Milano: Istituto di propaganda libraria, 1943, 1945.
- Breve storia dell’insurrezione di Genova, Firenze: Le Monnier, 1945,« Breve storia dell'insurrezione di Genova Stralcio ».
- "Autorità e libertà", in Civitas, 111 (1952), pp. 3-16.
- Il Piano Schuman, Roma: Ministero Affari Esteri, 1953; 1954.
- Solidarietà atlantica e comunità europea, Firenze: Le Monnier, 1954; 1967.
- Principi cristiani e metodo democratico, Firenze: Le Monnier, 1965; 1972.
- Sì alle Regioni, Roma: Edizioni Civitas, 1970.
- ‘Presentazione’, in A. Paladini, Via Tasso. Museo Storico della Liberazione di Roma, Roma: Istituto poligrafico dello Stato, 1986, pp. 5-7.
- I Giorni di Trieste, Roma: Edizioni Civitas, 1994; Bologna: Il Mulino, 1998.
- Politica a memoria d’uomo, Bologna: Il Mulino, Bologna, 2001.
- Discorsi parlamentari, Bologna: Il Mulino, 2005.

### Ouvrages de Taviani sur l'Économie
- Problemi economici nei riformatori sociali del Risorgimento italiano, Milano: Ancora, 1940; Firenze: Le Monnier, 1968.
- Prospettive sociali, Milano: Istituto di propaganda libraria, 1943, 1945.
- La Proprietà, Roma: Edizioni Studium, 1946.
- Utilità, Economia e morale, Milano: Istituto di propaganda libraria, 1946; Firenze: Le Monnier, 1970.
- Il Piano Schuman, Roma: Ministero Affari Esteri, 1953; 1954.
- Il concetto di utilità nella teoria economica, voll. 1-2, Firenze: Le Monnier, 1968-1970; 1973.
- Jean Monnet in un libro di Rieben, in « Civitas », Roma 1971, XXII, n. 9. p. 133-135.

### Majeures ouvrages de Taviani sur Chistophe Colomb
- Cristoforo Colombo. La genesi della grande scoperta, voll. 1-2, Novara: De Agostini, 1974; 1988.
- I viaggi di Colombo. La grande scoperta, voll. 1-2, Novara: De Agostini, 1984; 1990.
- C. Colombo, Il giornale di bordo, tomi 1-2, a cura di P.E. Taviani e C. Varela (‘Nuova raccolta colombiana’, 1), Roma: Istituto poligrafico dello Stato, 1988.
- La meravigliosa avventura di Cristoforo Colombo, Novara: De Agostini, 1989; = L’avventura di Cristoforo Colombo, Bologna: Il Mulino, 2001.
- F. Colombo, Le Historie della vita e dei fatti dell’ammiraglio don Cristoforo Colombo, tomi 1-2, a cura di P.E. Taviani e I.L. Caraci, (‘Nuova raccolta colombiana’, 8), Roma: Istituto poligrafico dello Stato, 1990.
- C. Colombo, Relazioni e lettere sul secondo, terzo e quarto viaggio, tomi 1-2, a cura di P.E. Taviani e C. Varela, J. Gil, M. Conti (‘Nuova raccolta colombiana’, 2), Roma: Istituto poligrafico dello Stato, 1992.
- C. Colombo, Lettere e scritti, tomo 2, a cura di P.E. Taviani e C. Varela (‘Nuova raccolta colombiana’, 3.2), Roma: Istituto poligrafico dello Stato, 1993.
- Cristoforo Colombo, voll. 1-3, Roma: Società Geografica Italiana, 1996.

### Ouvrages de Taviani traduits en français
- Christophe Colomb [Texte imprimé] : genèse de la grande découverte / Paolo Emilio Taviani ; [traduit de l'italien par Bianca Maria Festa, Annie et Paule Oliver] - [Traduction de : Cristoforo Colombo] Publication :  Paris : Éditions Atlas, 1980; impr. en Italie; Description matérielle :  2 vol., 264 + 331 p. : ill. en noir et en coul. ; 35 cm. -  (ISBN 2-7312-0038-3). - Notice n° : FRBNF34662098.